# Reit im Winkl

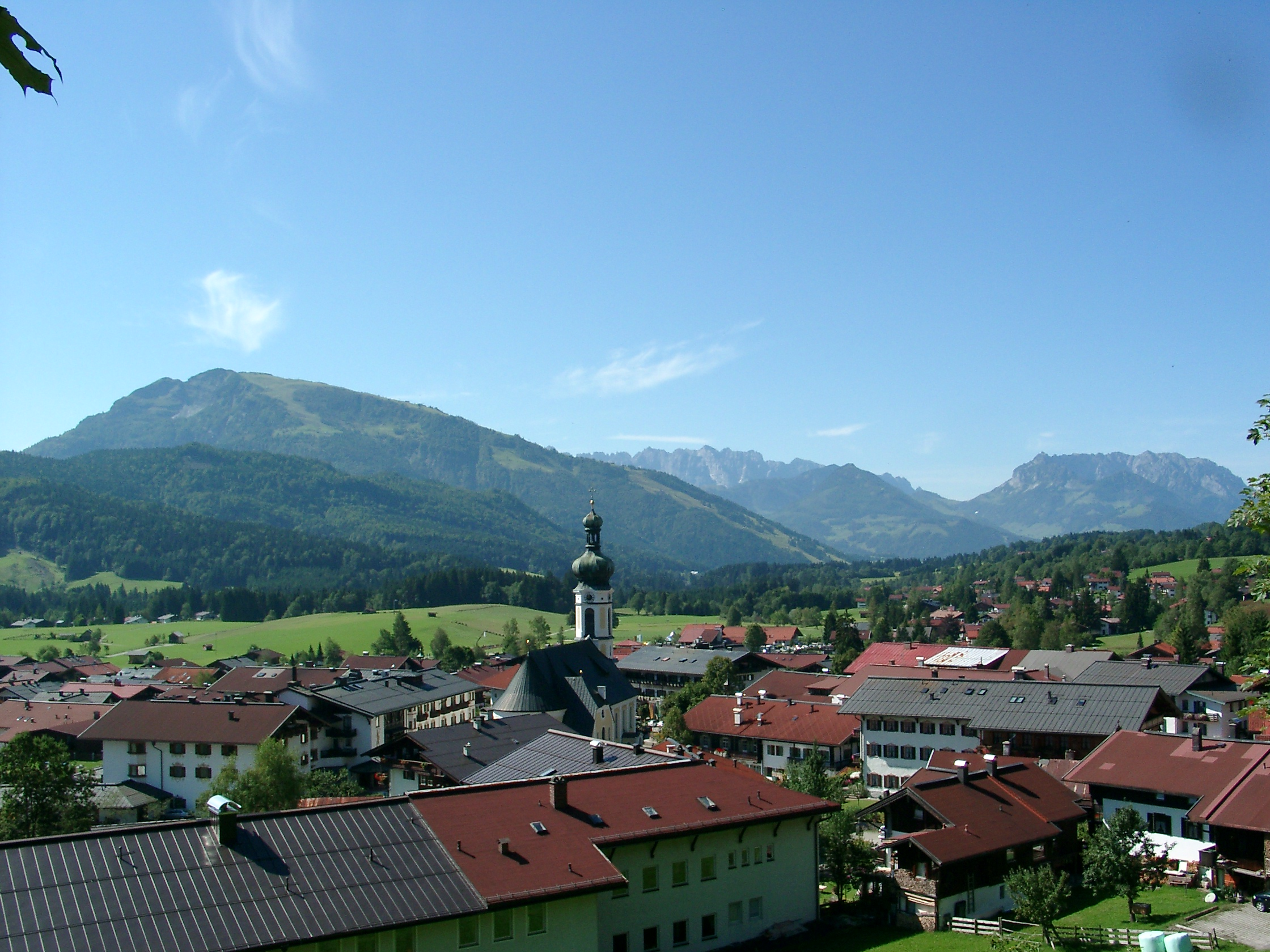
Panorama gminy

Reit im Winkl – miejscowość i gmina w południowo-wschodnich Niemczech, w kraju związkowym Bawaria, w rejencji Górna Bawaria, w regionie Südostoberbayern, w powiecie Traunstein. Leży około 25 km na południowy zachód od Traunsteinu, przy granicy z Austrią, przy drodze B305. Centrum sportów zimowych. W 1991 roku odbyły się tu mistrzostwa świata juniorów w narciarstwie klasycznym. W latach 1987, 1989, 1990, 2000-2002 i 2004 roku organizowano tu Puchary Świata w kombinacji norweskiej.

## Dzielnice
Dzielnicami w gminie są: Birnbach, Blindau, Entfelden, Groißenbach, Maserer-Pass, Reit im Winkl, Seegatterl i Winklmoos.

## Demografia
| Rok  | Liczba mieszk. |
| ---- | -------------- |
| 1691 | 600            |
| 1803 | 766            |
| 1840 | 815            |
| 1870 | 824            |
| 1900 | 1 011          |
| 1933 | 1 539          |
| 1946 | 2 548          |
| 1970 | 2 392          |
| 1987 | 2 632          |
| 2000 | 2 683          |
| 2005 | 2 458          |

## Struktura wiekowa
Dane o ludności z 31 grudnia 2008:
| Opis                                | Ogółem | Ogółem | Kobiety | Kobiety | Mężczyźni | Mężczyźni |
| ----------------------------------- | ------ | ------ | ------- | ------- | --------- | --------- |
| Jednostka                           | osób   | %      | osób    | %       | osób      | %         |
| Populacja                           | 2320   | 100    | 1229    | 52,97   | 1091      | 47,03     |
| Wiek przedprodukcyjny (0–17 lat)    | 362    | 15,6   | 182     | 7,84    | 180       | 7,76      |
| Wiek produkcyjny (18–65 lat)        | 1343   | 57,89  | 702     | 30,26   | 641       | 27,63     |
| Wiek poprodukcyjny (powyżej 65 lat) | 615    | 26,51  | 345     | 14,87   | 270       | 11,64     |

## Polityka
Wójtem gminy jest Josef Heigenhauser, wcześniej urząd ten obejmował Fritz Schmuck, rada gminy składa się z 14 osób.
|      | CSU | FW | NL | Razem |
| 2008 | 5   | 7  | 2  | 14    |
| 2002 | 6   | 3  | 5  | 14    |

### Współpraca
Miejscowość partnerska:
- Hagnau am Bodensee, Badenia-Wirtembergia